# Croton quintasii
Espèce
Classification APG II (2003)
Croton quintasii est une espèce de plantes à fleurs du genre Croton et de la famille des Euphorbiaceae, présente au Brésil (Rio Grande do Sul).